# Rémy Himmer
Rémy Himmer (Saint-Rambert-en-Bugey, 12 de julio de 1849-Dinant, 23 de agosto de 1914) fue un diplomático y empresario francés. Se desempeñó como vicecónsul argentino en Dinant hasta su fusilamiento en 1914 por las tropas alemanas que invadieron Bélgica durante la Primera Guerra Mundial.

## Biografía

### Carrera
Nacido el 12 de julio de 1849 en la localidad de Saint-Rambert-en-Bugey, Francia, fue el sexto hijo de Rémy-Adolphe Himmer, empresario y director de una hilanderia en Bignicourt.
Al momento de iniciar la guerra franco-prusiana en 1870, fue reclutado como miembro de la Garde Mobile y enviado al sitio de París. Durante la guerra sirvió como miembro de la 132.ª línea de batalla y posteriormente fue designado como empleado administrativo de la subintendencia militar del 13.º cuerpo de ejército.
Al finalizar la guerra, Himmer comenzó a trabajar para su pariente, el empresario Albert Oudin, quien había establecido en 1872 una fábrica de lanas en la localidad de Dinant, Bélgica. Himmer pasó a ser el nuevo director de la fábrica tras la muerte de Oudin en 1896.
Como empresario, Rémy Himmer era un importante comprador de lana sudamericana y tenía lazos con la República Argentina, actuando como vicecónsul argentino en Dinant.  Himmer también era caballero de la Orden de Leopoldo y oficial de la Orden de la Corona.

### Masacre de Dinant y fusilamiento de Himmer
En agosto de 1914 las tropas del 3º ejército alemán avanzaron hasta la ciudad de Dinant, que por esos tiempos contaba con alrededor de 7.000 habitantes, con el objetivo de cruzar el río Mosa e invadir el corazón de Francia, sin embargo los invasores se encontraron con la resistencia del 5º ejército francés que controlaba la zona.
El 15 de agosto se dio un enfrentamiento entre el ejército alemán y las tropas francesas por el control de la ciudad. El bombardeo alemán afectó ambos márgenes del río y dejó como resultado la destrucción del hospital civil y del castillo de Bouvignes, que era utilizado por los franceses como hospital de campaña. Tras la batalla el ejército francés logró repeler a las tropas alemanas y liberar la ciudad momentáneamente, sin embargo, el ejército alemán, alimentado por un sentimiento de resentimiento, dirigió sus ataques a la población civil de Dinant bajo sospechas de colaboracionismo con los franceses.
El 21 de agosto las patrullas alemanas aseguraron ser atacadas por civiles belgas portando armas de fuego, lo cual alimentó la paranoia y confirmó la sospecha en la mente de los alemanes de que los civiles de Dinant eran colaboracionistas franceses o franc-tireurs. La represalia alemana contra la población de la ciudad dejó como resultado la quema de alrededor de 15 a 20 casas con bombas incendiarias y la muerte de 7 civiles.
En la mañana del 23 de agosto el ejército imperial volvió a invadir la ciudad. Anticipando el ataque de franc-tireurs, los soldados alemanes actuaron bajo las órdenes de ejecutar a los civiles que formaran parte de la supuesta resistencia. Otros civiles fueron arrestados y conducidos a la Abadía de Nuestra Señora de Leffe en donde fueron apresados. Los hombres fueron separados de las mujeres y los niños, y prontamente fusilados, dejando 43 muertos. Los monjes de la abadía fueron acusados de haber disparados a los soldados alemanes y se les impuso una multa de 15.000 francos.
Durante el ataque, Himmer se refugió junto a su familia y sus obreros en la fábrica de lana. Alrededor de las cinco de la tarde decidieron abandonar el establecimiento enarbolando una bandera blanca, con la intención de pedir que se les permitiera dirigirse a sus hogares. Los soldados alemanes apresaron al grupo y separaron a las mujeres y a los menores de dieciséis años de los hombres y fueron enviados a la abadía. Himmer trató de reivindicar su título diplomático y ofreció toda su fortuna a los alemanes bajo la condición de que se le dejara marchar libremente junto a sus obreros, sin embargo no logró disuadir a los oficiales, y junto a los 31 obreros que le acompañaban fue fusilado frente a la abadía.
La casa de Himmer, lugar donde funcionaba el consulado argentino, fue saqueada y destruida y con ella los símbolos patrios argentinos. Los archivos del consulado habían sido trasladados por Himmer y puestos a resguardo en la fábrica, pero esta fue incendiada al día siguiente dejando daños valuados en alrededor de 4.000.000 de francos. Las tropas imperiales incendiaron gran parte de la ciudad y continuaron sus ataques contra los ciudadanos, dejando un saldo de 312 civiles muertos durante la jornada del 23 de agosto.
Durante la jornada del 25 de agosto algunos de los sobrevivientes del ataque fueron obligados a cavar fosas para enterrar los cadáveres de los muertos en días anteriores. La esposa y la hija del vicecónsul trataron sin éxito de encontrar el cuerpo de Himmer, pero este no fue identificado hasta el 4 de octubre de 1914.

### Repercusión
El gobierno de Victorino de la Plaza planteó la total neutralidad de Argentina en el conflicto, llegando a emitir cinco decretos entre 1914 y 1916 reafirmando dicha posición. La neutralidad argentina resultaba beneficiosa tanto a los intereses de la dirigencia nacional, como los aliados, sobre todo al Reino Unido, del cual Argentina dependía económicamente. A su vez, mantener la neutralidad durante el conflicto consistía en una estrategia para evitar conflictos étnicos en una nación con una alta tasa de inmigrantes europeos, de los cuales una gran mayoría eran provenientes de países aliados.
La invasión de Bélgica fue ampliamente cubierta por el escritor y periodista Roberto Payró para el diario La Nación. Payró había decidido quedarse en Bélgica para informar de primera mano a los lectores argentinos de los sucesos acontecidos durante la guerra, plasmando mediante sus crónicas las muertes de Himmer, y luego la del holandés Julio Lemaire, canciller argentino en el Consulado General en Amberes, siendo estos los primeros incidentes que ponían en compromiso la neutralidad argentina.
En respuesta a las denuncias de Payró, el Banco Alemán Transatlántico anunció al diario que dejaría de realizar avisos publicitarios mediante el mismo, y que cancelaría sus suscripciones en las sedes de Buenos Aires, Mendoza y Berlín. El ministro de Relaciones Exteriores José Luis Murature fue duramente criticado por el diario La Prensa por no repudiar enérgicamente la invasión alemana y el asesinato de los diplomáticos argentinos.
Los fallecimientos de Himmer y Lemaire fueron investigados por el cónsul general en Amberes Augusto Belín Sarmiento, el ministro Alberto Blancas y el coronel Lorenzo Bravo, y el expediente con los detalles fue enviado al ministro Murature. El Ministerio de Relaciones Exteriores exigió una respuesta oficial al gobierno alemán acerca de los actos de agresión. El Departamento Imperial de Relaciones Exteriores explicó a la legación argentina en Berlín que durante el incidente no se había hecho daño alguno a los símbolos nacionales argentinos, que el archivo del Consulado no había sido destruido intencionalmente, Himmer no fue asesinado por su carácter como vicecónsul y el gobierno alemán no tenía intención alguna de agraviar a Argentina. Además, a pedido del presidente De La Plaza, el Procurador General de la Nación dictaminó que las muertes no constituían una violación a la neutralidad y soberanía nacional debido a que, tanto Himmer como Lemaire, carecían de una investidura diplomática y no eran ciudadanos argentinos. La posición del gobierno ante las agresiones alemanas fue repudiada por los diputados Horacio Oyhanarte y Alfredo Palacios.